# Louis de Sainte-Thérèse
Claude de Buchamps (1602-1671) est un carme déchaux français, auteur spirituel et historien de son Ordre, sous le nom de Louis de Sainte-Thérèse.

## Biographie

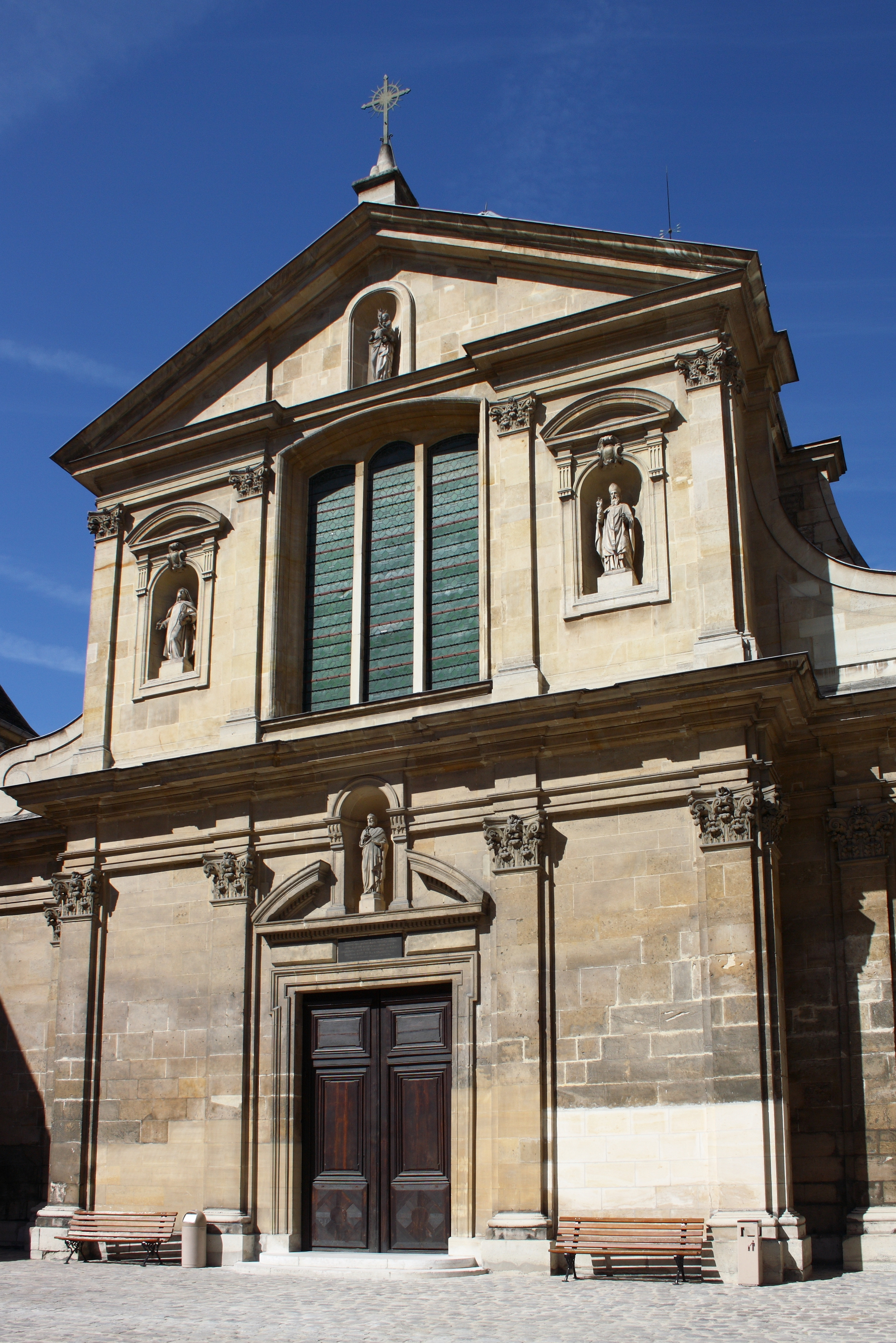
Église Saint-Joseph de l'ancien couvent des carmes déchaux (Paris)

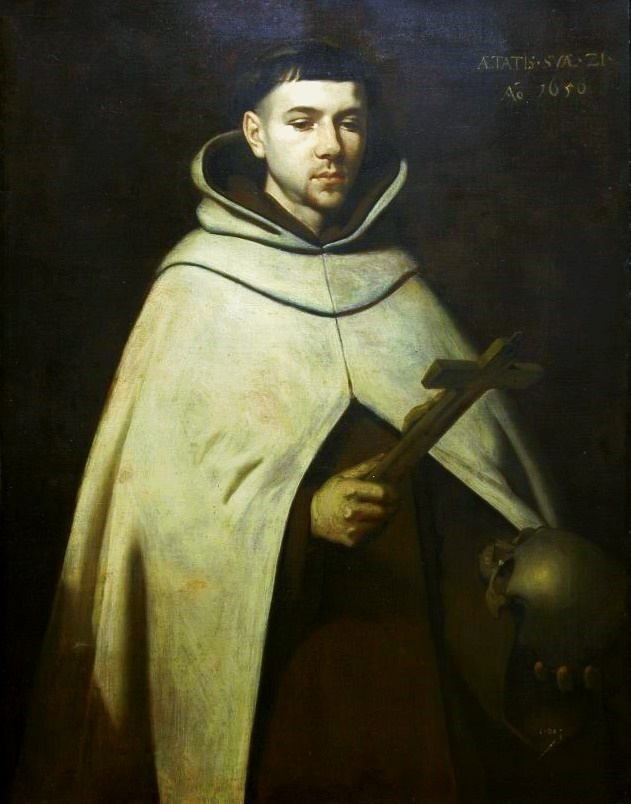
Saint Jean de la Croix (par Zurbaran)

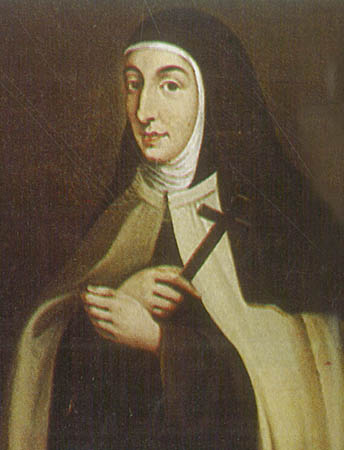
Anne de Jésus (Anonyme, XVIIe siècle)

Claude de Buchamps est né à Beauvais (France), le 27 mai 1602. Éduqué dans la foi chrétienne, il manifeste très tôt le désir de se consacrer à Dieu, et prend l'habit des carmes déchaussés, au couvent de Charenton, en 1618. Au terme d'un noviciat sous la direction d'Alexandre de Saint-François, homme d'ascèse et d'oraison, il fait profession, le 12 janvier 1620. Dans un premier temps, il réalisera avec ponctualité les diverses charges qui lui seront confiées : l'enseignement de la philosophie scolastique et de la théologie, ainsi que la prédication de l'Avent et du Carême durant plusieurs années. Il accède ensuite à de plus importantes responsabilités : prieur à Marseille en 1632, à Bar-le-Duc en 1637, à Paris en 1640, à Charenton en 1650 et à Meaux en 1652. Élu deuxième définiteur provincial en 1658, il devient premier définiteur en 1661, avant d'être reconduit à ce poste en 1670. À partir de 1660, il reçoit également la charge de visiteur général pour la mission des déchaux en Hollande, puis pour les Flandres, l'Écosse, l'Angleterre et l'Irlande. Inspirant la sympathie, il sera encore nommé commissaire apostolique auprès de plusieurs congrégations. Après avoir eu l'occasion de manifester son opposition au jansénisme, au cours du chapitre de la province de Paris, tenu en 1666, il meurt dans la capitale, au couvent Saint-Joseph de la rue de Vaugirard, le 14 octobre 1671.

## Postérité
Louis de Sainte-Térèse fait figure d'historien et d'écrivain mystique. Ses expériences de visiteur canonique l'ont rendu particulièrement attentif à l'actualité missionnaire des déchaux, au Moyen-Orient comme dans l'Europe protestante. Même si les ouvrages qu'il a consacrés à ce sujet sont restés manuscrits, de larges passages en ont été publiés dans les Études carmélitaines, au début du XXe siècle. Louis s'est également engagé dans la querelle qui a opposé les carmes belges aux jésuites bollandistes (Baronius et Papebroch) à propos du statut de fondateur attribué au prophète Élie par la famille carmélitaine. C'est toutefois l'histoire de la réforme thérésienne qui l'a principalement occupé, avec la composition des Annales des déchaux français de 1608 à 1655, dont il avait tiré, dans une publication antérieure, l'histoire des six fondatrices du Carmel féminin en France. Son intérêt s'est d'ailleurs également porté sur les figures de deux carmélites déchaussées : l'Espagnole Anne de Jésus et la Hollandaise Marie des Anges. À ces différentes œuvres, il convient d'ajouter un commentaire exégétique et deux traités de spiritualité, le premier étant resté manuscrit et le second accompagnant la quatrième édition de la traduction des œuvres spirituelles de Jean de la Croix, par Cyprien de la Nativité.

## Spiritualité
Associé, dans cette édition, à l'Éclaircissement des phrases de la théologie mystique du V. Père Jean de la Croix, rédigé par Nicolas de Jésus-Marie, le Traicté théologique de l'union de l'âme avec Dieu entend établir théologiquement la doctrine expérimentale de Jean de la Croix, en s'appuyant sur les autorités d'Augustin d'Hippone et de Thomas d'Aquin, théologiens de référence à la Contre-Réforme. De plus, Louis de Sainte-Thérèse cherche à envisager les questions laissées en suspens par le Docteur mystique, lequel s'était davantage étendu sur les épreuves de purification préparatoires que sur l'union divine proprement dite. Le carme français ne propose donc pas une lecture des écrits du saints, mais il approfondit, à l'aide d'une méthode de type scolastique, un point particulier de la spiritualité sanjuaniste.

### Œuvres publiées
- Declaratio et confirmatio virtutum et miserabilium quae Deus operatus est in vita et post mortem V. M. Mariae ab Angelis teresianae bataviae, Paris, 1661.
- Abrégé de l'établissement des carmélites en France, Paris, 1661.
- La succession du saint prophète Elie en l'ordre des carmes et en la réforme de sainte Thérèse, Paris, 1662.
- Traicté théologique de l'union de l'âme avec Dieu, auquel la doctrine du Bienheureux Père Jean de la Croix touchant cette matière est rendue complète et confirmée par celle de S. Augustin et de S. Thomas, Paris, 1665.
- Annales des carmes déchaussés de France de 1608 à 1655, Paris, 1666; plusieurs rééditions : Laval, 1891.

### Œuvres manuscrites
- De contemplatione, opus mysticum.
- In sacram Scripturam commentaria.
- Vie d'Anne de Jésus.
- Relation des Missions d'Orient.
- Histoire de la Mission des carmes déchaussés de la province de Paris en Hollande, 1668.

### Études
- Louis-Marie du Christ, « Louis de Sainte-Thérèse », Dictionnaire de spiritualité ascétique et mystique, Paris, Beauchesne, t. VI,‎ 1976, p. 1062-1063 (lire en ligne).